# Aleksandr Dvornikov
Aleksandr Vladimirovitsj Dvornikov (Russisch: Александр Владимирович Дворников (Oessoeriejsk, 22 augustus 1961) is een Russische generaal. In april 2022 benoemde president Vladimir Poetin hem tot opperbevelhebber van het Russische leger in de invasie van Oekraïne door Rusland. Volgens Westerse inlichtingendiensten was er niet eerder een verenigd opperbevel geweest over de invasie van Oekraïne.
In juni 2022 werd Dvornikov als opperbevelhebber ontheven  van zijn taak als commandant over de invasie van Oekraïne.
In oktober 2022 werd Sergej Soerovikin de nieuwe commandant in de invasie van Oekraïne, na forse kritiek op de legertop na aanhoudende militaire verliezen in Oekraïne in september 2022.

## Sancties
In februari 2022 werd Dvornikov toegevoegd aan de sanctielijst van de Europese Unie omdat hij "verantwoordelijk is voor het actief ondersteunen en uitvoeren van acties en beleid die de territoriale integriteit, soevereiniteit en onafhankelijkheid van Oekraïne ondermijnen en bedreigen, evenals de stabiliteit en veiligheid in Oekraïne".